# Селльстрём, Юханна
Юха́нна Мари́я Эллино́р Селльстрём (швед. Johanna Maria Ellinor Sällström, в девичестве — Бе́рглунд, Berglund; 30 декабря 1974, Стокгольм — 13 февраля 2007, Мальмё) — шведская актриса

. Лауреат премии «Золотой жук» (1998).

## Биография
Родилась 30 декабря 1974 года в Стокгольме.
В 15-летнем возрасте дебютировала на сцене театра, сыграв в экранизации комедии Уильяма Шекспира «Сон в летнюю ночь».
Изучала актёрское искусство в гимназии Södra Latin в Сёдермальме в Стокгольме.
Снималась в кино с 1994 года, за свою кинокарьеру длиною более чем в десять лет, сыграла около 30-ти ролей в фильмах и сериалах. Победила в номинации «Лучшая женская роль» самой престижной шведской кинопремии «Золотой жук» за роль наркоманки Сандры в фильме «Подноготная» 1997 года. Церемония вручения состоялась 9 февраля 1998 года.
Устав от интереса к своей персоне, сделала перерыв в карьере и уехала в Данию, где работала в кафе.
Вернулась в Швецию и к актёрской профессии в 2000 году.
В 2000—2002 годы была замужем за Альбином Селльстрёмом, от которого родила единственную дочь — Талулу Селльстрём (Talulah Sällström; 1 декабря 2001 — 23 ноября 2014). Имя дочь получила в честь героини фильма «Багси Мэлоун» 1976 года Таллулы (Tallulah), которую играет 12-летняя Джоди Фостер.
Во время отпуска с дочерью в Таиланде пережила землетрясение в Индийском океане и цунами 26 декабря 2004 года. После этого события у Селльстём начались проблемы с психикой. Она часто страдала от депрессий.
Актриса сыграла главную роль в экранизации романа «Перед заморозками» (2002) Хеннинга Манкеля. Главной героиней романа является дочь комиссара полиции Курта Валландера Линда, выпускница Полицейской академии. Премьера фильма состоялась на больших экранах 14 января 2005 года. Актриса сыграла роль Линды Валландер в тринадцати фильмах детективного сериала «Валландер». На съёмочной площадке вступила в отношения с актёром Олой Рапасом, мужем актрисы Нуми Рапас. В фильме он играл Стефана Линдмана. Юханна Селльстрём была знакома с Олой и Нуми Рапас ещё до их свадьбы в 2001 году. Юханна и Ола Рапас, «объединённые унынием», недовольные сценарием и постановкой фильма, вместе проводили время, потребляли кокаин и выпивку, занимались сексом. Нуми знала об отношениях и ревновала.
В книге Elämäni Romeona (2021) Ола Рапас рассказывает, что однажды по дороге со съёмок в Истаде в Мальмё Юханна выпрыгнула на полном ходу из автомобиля, чудом оставшись в живых.
Ола Рапас бросил Юханну в последний съёмочный день.
Юханна Селльстрём проходила курс лечения в психиатрической клинике. В течение двух недель она безуспешно пыталась дозвониться из клиники до Олы Рапаса. Вскоре после выхода из клиники актриса решила свести счёты с жизнью. 32-летняя актриса покончила жизнь самоубийством, наглотавшись таблеток 13 февраля 2007 года. Полиция нашла её тело в её квартире в Мальмё.
23 ноября 2014 года, через 7 лет после смерти Селльстрём, её дочь Талула также покончила с собой за неделю до своего 13-летия.